# Мамедов, Сафарали Ибрагим оглы
Сафарали Ибрагим оглы Мамедов (азерб. Səfərəli İbrahim oğlu Məmmədov; 30 декабря 1929, Шемахинский уезд — 22 марта 2010, Баку) — советский азербайджанский строитель, Герой Социалистического Труда (1971). Заслуженный строитель Азербайджанской ССР (1974).

## Биография
Родился 30 декабря 1929 года в селе Аган Шемахинского уезда Азербайджанской ССР (ныне село в Исмаиллинском районе).
С 1947 года — ученик, каменщик, с 1961 года — бригадир комплексной бригады строительного управления №48 стройтреста №4. 
На счету Сафарали Мамедова — многоэтажный дом близ республиканского стадиона имени Ленина, жилые дома пгт Дуванный, Карадагский цементный завод, Сумгаитский завод присадок, Ново-Бакинский НПЗ имени Владимира Ильича, цех восточных сладосетй Бакинской кондитерской фабрики, завод бытовых кондиционеров. Как умелый организатор, Мамедов выдвинул предложение каждому рабочему обучиться на несколько специальностей — каждый из 20 членов бригады обучился дополнительным профессиям и стал выполнять работу 3—4 человек. Коллектив бригады под руководством Сафарали Мамедова выполнил план восьмой пятилетки за 3 года и 8 месяцев. Не прекратил Сафарали свои трудовые подвиги и в последующих пятилетках. За период последующей, девятой пятилетки — бригада достигла высоких результатов. Тщательно сопоставив затраты и изучив все проблемы, Сафарали Мамедов предложил не выбрасывать обрубки сборных железобетонных свай, а использовать при строительстве нефтеловушек — уже на первом подобном объекте это решение дало свои плоды — государству бригада сэкономила 3,5 тысячи рублей. Успешно используя технику и уплотняя рабочее время, коллектив добился рекордной выработки на укладке бетона - 3,2 кубометра на каждого при норме 1,9 кубометра. Мамедов ввел в бригаде пооперационный контроль качества работ и бригадный подряд, взяв пример у знатного строителя Николая Злобина. План девятой пятилетки коллектив выполнил за 3 года и 6 месяцев.
Сафарали Мамедов проявил себя как отзывчивый наставник, требовательный к себе и окружающим руководитель. В коллективе создана школа мастерства, где новички перенимали опыт ветеранов. Среди учеников Мамедова — будущие бригадиры Ч. Исмайлов, А. Мирзоян, А. Агаев, Н. Султанов и Б. Мамедов.
Указом Президиума Верховного Совета СССР от 5 апреля 1971 года за выдающиеся производственные успехи, достигнутые в выполнении заданий пятилетнего плана Мамедову Сафарали Ибрагим присвоено звание Героя Социалистического Труда с вручением ордена Ленина и золотой медали «Серп и Молот».
Активно участвовал в общественной жизни Азербайджана. Член КПСС с 1966 года. Делегат XXIV и XXVI съездов КПСС, XVI съезда профсоюзов СССР. Избирался депутатом Бакинского городского Совета народных депутатов.
Проживал в Баку, с 2002 года — президентский пенсионер.
Скончался 22 марта 2010 года в городе Баку.